# Hemicordulia
Hemicordulia là một chi chuồn chuồn ngô thuộc họ Corduliidae. Chúng thường sống ở châu Phi, Nam Á và châu Úc.

## Hình ảnh

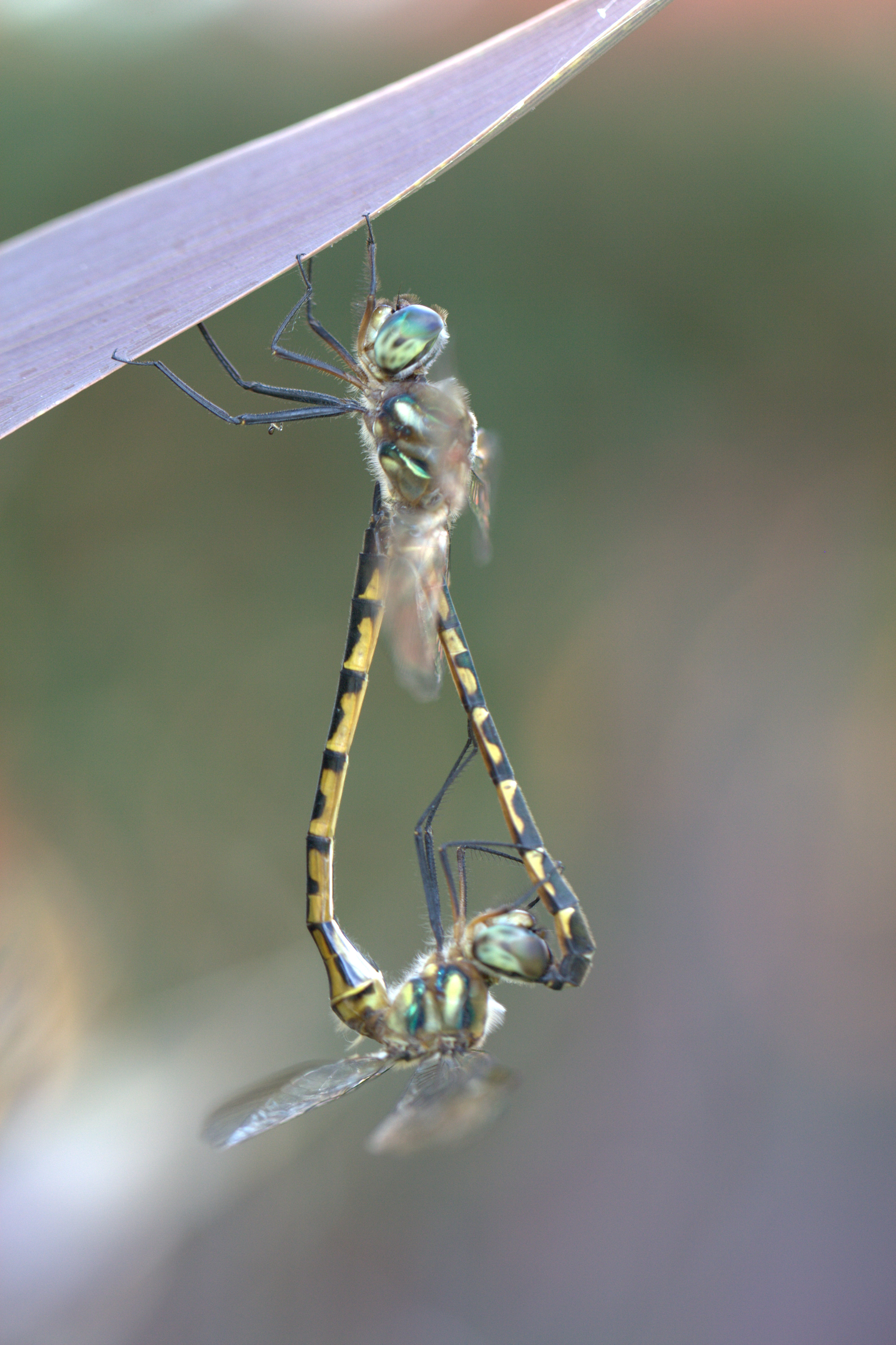
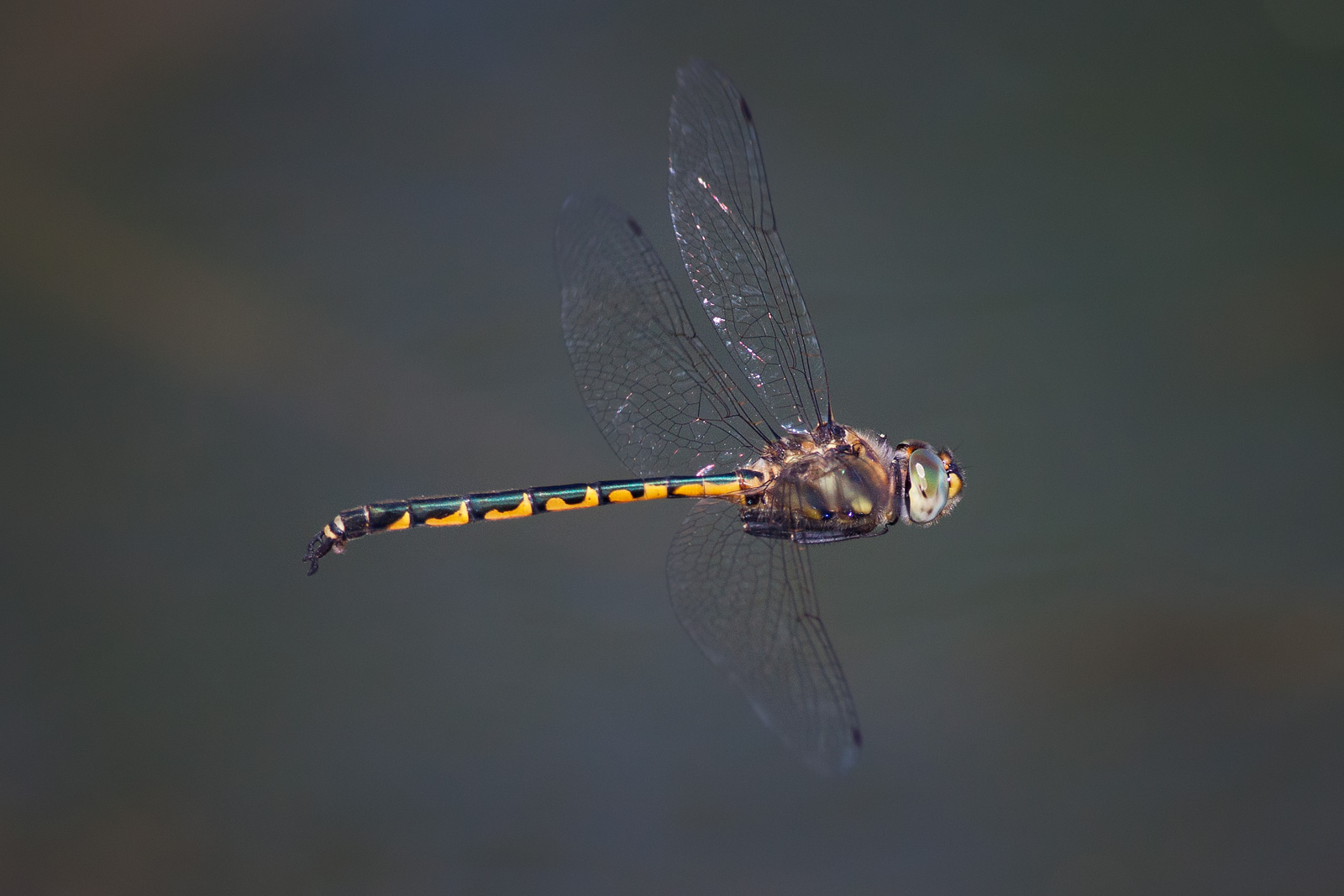
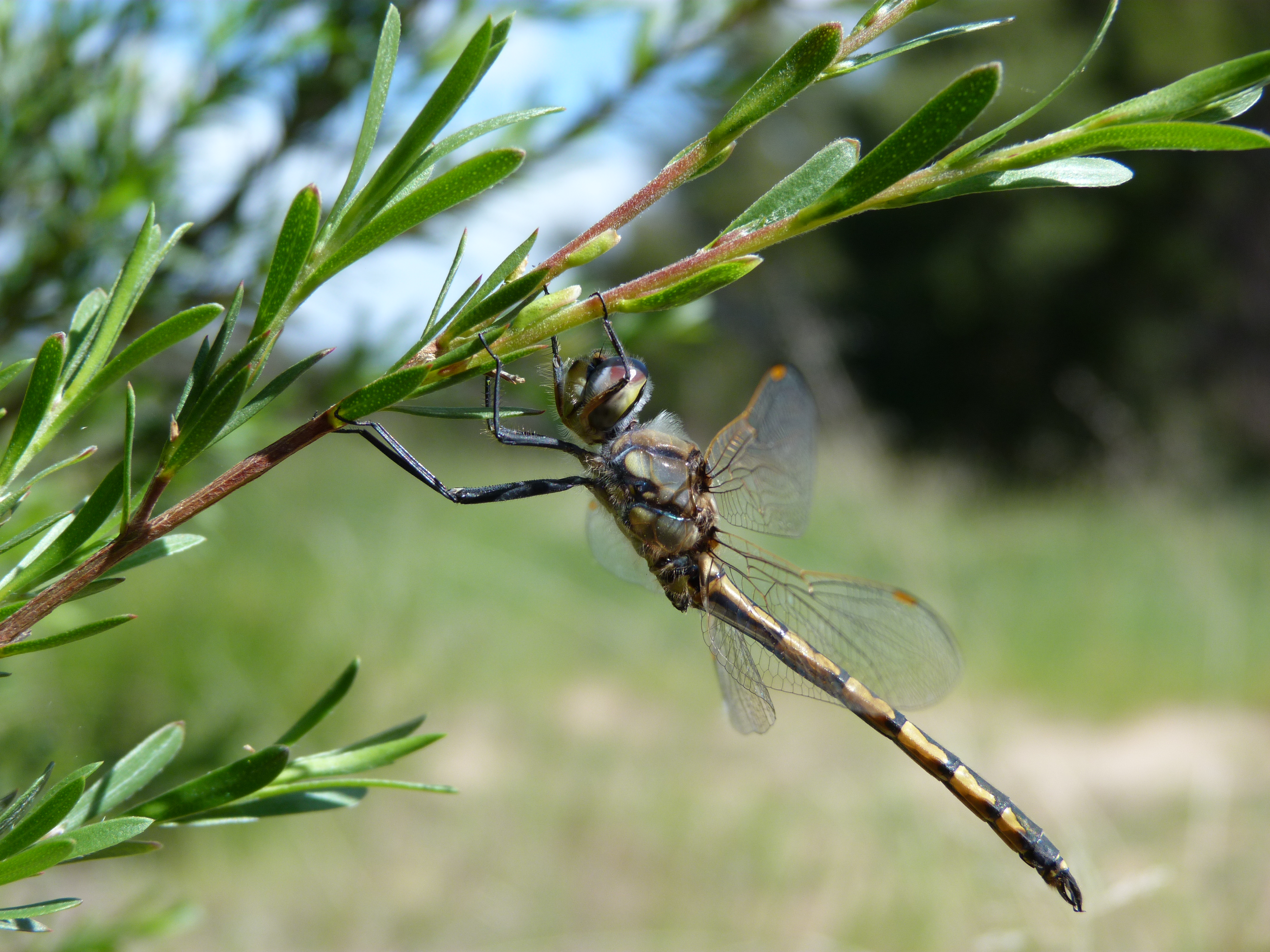
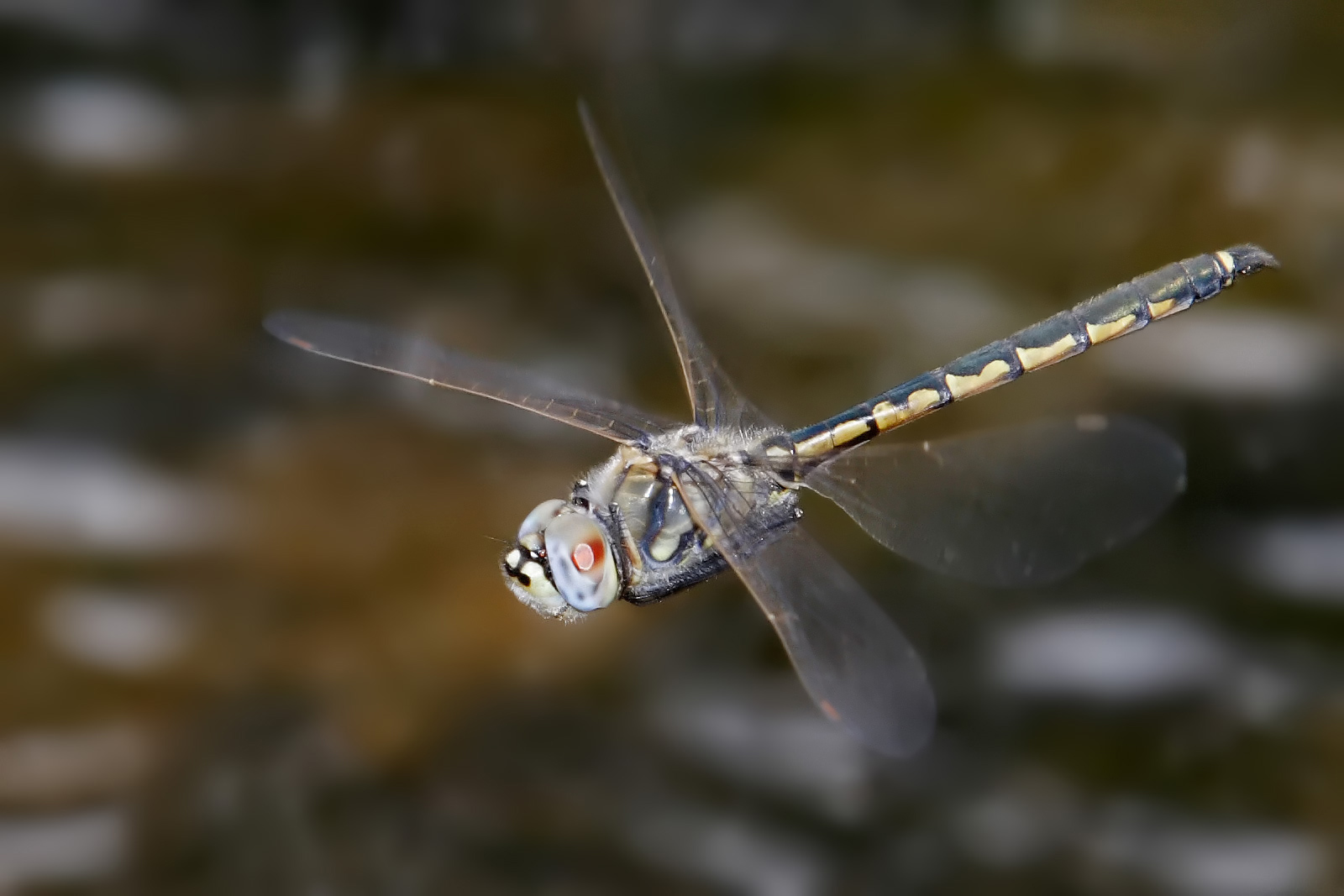

## Phân loại=
Chi này bao gồm các loài:
- Hemicordulia africana[3]
- Hemicordulia apoensis
- Hemicordulia asiatica
- Hemicordulia assimilis
- Hemicordulia atrovirens
- Hemicordulia australiae[2]
- Hemicordulia chrysochlora
- Hemicordulia continentalis[2][4]
- Hemicordulia cupricolor
- Hemicordulia cyclopica
- Hemicordulia eduardi
- Hemicordulia ericetorum
- Hemicordulia erico
- Hemicordulia fideles
- Hemicordulia flava[2]
- Hemicordulia gracillima
- Hemicordulia haluco
- Hemicordulia hilaris
- Hemicordulia hilbrandi
- Hemicordulia intermedia[2][5]
- Hemicordulia kalliste[2]
- Hemicordulia koomia[2][6]
- Hemicordulia lulico
- Hemicordulia mindana
- Hemicordulia mumfordi
- Hemicordulia novaehollandiae
- Hemicordulia oceanica
- Hemicordulia ogasawarensis
- Hemicordulia okinawensis
- Hemicordulia olympica
- Hemicordulia pacifica
- Hemicordulia silvarum
- Hemicordulia similis
- Hemicordulia superba[2]
- Hemicordulia tau[2]
- Hemicordulia tenera
- Hemicordulia toxopei
- Hemicordulia virens